# Rhythm of Love (Kylie Minogue-album)
A Rhythm of Love Kylie Minogue ausztrál énekesnő harmadik stúdióalbuma, mely az Egyesült Királyságban 1990. november 12-én a PWL kiadó gondozásában jelent meg, míg Ausztráliában a Mushroom Records adta ki 1990. december 3-án. Korábbi lemezeivel ellentétben, a lemez elsődleges producerei Stock Aitken Waterman mellett új producerekkel és együttműködőkkel dolgozott, mint Keith Cohen, Stephen Bray és Michael Jay. Abban az időben, 22 évesen Minogue elkezdte függetleníteni magát és egyre jobban belefolyt az album kreatív munkájába korábbi két lemezéhez képest, amely azt eredményezte, hogy ez az album egy új irányt mutatott a karrierjében egy szexisebb imázzsal és dance-esebb hangzással. A Rhythm of Love olyan témákkal foglalkozik, mint a valós idejű felnőttkor, a megcsalás, a szórakozás és a kapcsolatok.
Megjelenésekor a Rhythm of Love általában pozitív kritikákat kapott a kritikusoktól. Sokan megjegyezték, hogy ez az eddigi legjobb munkája Stock Aitken Waterman-nel valamint dicsérték Minogue-ot azért, mert kilépett a komfortzónájából. A lemezről négy kislemez lett kiadva. A vezető kislemeze, a „Better the Devil You Know” Minogue egyik legnagyobb sikere lett, mely Top 20-as lett Ausztráliában, az Egyesült Királyságban, Franciaországban, Írországban és Svédországban. Minogue a lemezt a Rhythm of Love Tour turnéval reklámozta Ázsiában és Ausztráliában. Sokak szerint a Rhythm of Love jelenti a fordulópontot Minogue karrierjében, amely sikeresen megkezdte az elszakadást korábbi két lemezének rágógumi pop hangzásától és őt egy érettebb, hiteles felnőtt zenei művészként mutatja be.

## Háttér és felvétel
A Rhythm of Love-ot hat hónap alatt vették fel 1990 tavaszán és nyarán. A „Better the Devil You Know”, a legkorábban elkészült dalai közt szerepel, melyet Londonban vettek fel 1990 márciusában az Enjoy Yourself Tour turné alatt. A Stock, Aitken és Waterman produceri gárda az akkori kornak megfelelő hangzást próbálta adoptálni a dal elkészítésekor. Matt Aitken nyilatkozta, hogy számos utalást vettek a techno zenéből. Minogue különböző vizuális ötlettel rukkolt elő és sok inspirációt gyűjtött az énekesnő, Madonna 1989-es Like a Prayer című lemezéből. A „Step Back in Time” azon dalok egyike, melyet 1990 júliusában vettek fel. A felvételek Londonban a PWL stúdióban zajlottak. Mielőtt a lemez munkálatai elkezdődtek volna Minogue-nak az volt a kérése, hogy ne kelljen minden dalt a Stock Aitken Waterman produceri gárdával felvennie, amit ők elfogadtak. 1990 márciusában Los Angeles-be repült, hogy más producerek segítségét kérje az Egyesült Államokból. A Keith Cohen-nel, Stephen Bray-jel és Michael Jay-jel közös munkák eredményezték az olyan dalokat, mint a „The World Still Turns”, a „One Boy Girl”, a „Count the Days” és a „Rhythm of Love”, melyeken most először Minogue is meg van említve, mint társszerző. Michael Hutchence-nek fontos szerepe volt ebben a folyamatban, ugyanis Minogue-gal volt a munkálatok alatt és tanácsokkal látta el a dalszerzésben.

## Zene és dalszövegek
A Rhythm of Love producere a Stock Aitken Waterman csapat valamint Keith Cohen, Stephen Bray és Michael Jay volt. Most először olyan dalok is szerepeltek a lemezen, melyeknek Minogue volt a társszerzője. Az album elszakadást jelentett Minogue korábbi lemezeinek rágógumi pop hangzásától és próbált egy stílusosabb, kortársabb dance hangzást bemutatni. Nagy hatással volt Minogue-ra akkori párja az INXS frontembere, Michael Hutchence, akinek köszönhetően Minogue egy szexisebb formában mutatta meg magát. Az album nyitó dala, a „Better the Devil You Know” egy dance-pop dal, melyben Minogue a szerelme hibáival küzd. Stock Aitken Waterman írta a dalt válaszul arra, hogy kilépett a Szomszédok című sorozatból illetve a Donovan-nel és Hutchence-szel való romantikus kapcsolataira, melyek nagy nyilvánosságot kaptak. A második dal, a „Step Back in Time” egy diszkó dal a zene iránti szeretetről, mely azon kevés Minogue dalok közé tartozik, melynek nincs köze semmilyen romantikus kapcsolathoz. A „What Do I Have to Do” egy rave stílusú dal, melyet olyan slágerekhez hasonlítottak, mint Madonna „Vogue”-ja vagy a „Groove Is in the Heart” a Deee-Lite-tól.

## Kislemezek
Az album vezető kislemeze, a „Better the Devil You Know” 1990. április 30-án jelent meg. A dal pozitív kritikákat kapott, mely kritikusok a lemez egyik fénypontjának nevezték. Sok kritikusnak feltűnt Minogue új stílusa, mely eltér a korábbi zenéitől. Kereskedelmileg a dal sikeres volt a listákon, ugyanis több országban is Top 20-as lett, köztük Ausztráliában és az Egyesült Királyságban. Később a dal platina lett Ausztráliában és ezüst az Egyesült Királyságban. A második kislemeze, a „Step Back in Time” 1990. október 22-én jelent meg. A dal ötödik helyezett lett Ausztráliában és negyedik az Egyesült Királyságban. Szintén negyedik lett Írországban és Finnországban, de mérsékelt sikereket ért el számos európai országban és Új-Zélandon. Ez az első dal, mellyel Minogue a zenéjével a diszkó stílusba lépett.
Az album harmadik kislemeze, a „What Do I Have to Do” 1991. január 21-én jelent meg. A dal nagyon pozitív kritikákat kapott. A kritikusok az 1990-es évek egyik mesterművének nevezték. Tizenegyedik helyezést ért el hazájában, Ausztráliában, mely az első dala, amelyik nem jutott be a Top 10-be. Ennek ellenére hatodik lett az Egyesült Királyságban és hetedik Írországban. A „What Do I Have to Do” eredetileg a második kislemez lett volna, de a döntés megváltozott és a „Step Back in Time” lett a második kislemez. Eredetileg a „Better the Devil You Know”-t követte volna 1990 végén, de a „Step Back in Time” megjelenése után visszatartották 1991 januárjáig, amikor is a dal új remixe lett kiadva kislemezként. A negyedik és egyben utolsó kislemeze, a „Shocked” 1991. május 20-án jelent meg. A dalt lelkesen fogadták, mely a kritikusok Minogue egyik legjobb munkájának tartották és karrierje egyik fénypontjának. Hetedik lett Ausztráliában és hatodik az Egyesült Királyságban. Emellett második lett Írországban és nyolcadik Finnországban.

## Fogadtatás

### A kritikusok értékelései
A Rhythm of Love általában pozitív kritikákat kapott. Chris True az AllMusic-tól az ötből három csillaggal jutalmazta mondván, hogy az előző munkáihoz képest egy „sokkal egységesebb és kerekebb album”, ami köszönhető a produceri munkának, a dalszerzésnek illetve Minogue vokáljainak, és szerinte ez a legjobb munkája a Stock Aitken Waterman évek alatt. Nick Levine a Digital Spy-nál úgy vélte, hogy az album azért érdemes arra, hogy többször is meghallgassák, mert nagyon jól választották meg az albumról kiadott kislemezeket. Jeremy Mark a Number One-nál nagy benyomást keltett az emlékezetes anyag, nagyon dicsérte a „Step Back in Time”-ot és a „Better the Devil You Know”-t, melyeket Minogue legjobb kislemezei közé sorolta.
Marc Andrews a Smash Hits-nél azt mondta, hogy szerinte nem annyira különbözik korábbi munkáitól, amennyire lehetett volna és ez a számos már korábbról ismert dance hangzásnak tudható be. Visszatekintve a Rhythm of Love egy egyértelmű fordulópontot jelent Minogue karrierjében. Oliver Hurley a Classic Pop-nál azt írta, hogy ez az album „jelenti az énekesnő teljes PWL-es korszakának legmagasabb szintjét”, míg Minogue „dalszerzői képességének” fejlődésében sokat segített. Ugyanennél a lapnál egy másik kritikus, Ian Wade szerint ez az album egyértelműen lépést tart az új évtizeddel, ezzel megalapozva Minogue hátralévő karrierjét. Megjegyezte, hogy ez az album egy alulértékelt klasszikus, mely több figyelmet érdemelt volna. 2018-ban a Slant Magazine ezt az albumot találta Minogue legerősebb kiadványának a PWL korszak alatt, már a jól megválasztott kislemezeknek is köszönhetően. Az Entertainment Weekly szerint a Rhythm of Love az első olyan lemez, mely teljesen érthetővé teszi Minogue hangzását és dalainak esszenciáját és ezzel egyetemben teljes karrierjét.

### Kereskedelmi fogadtatás
A Rhythm of Love nem volt annyira sikeres az eladások terén, mint korábbi lemezei. Az Egyesült Királyságban a kilencedik helyig jutott, ezzel ez lett egymásután a harmadik lemeze, amely Top 10-es lett, viszont ez lett az első lemeze, amely nem lett első a listán. A következő héten a 16. helyre esett vissza és öt hétig maradt a Top 20-ban. 1990. december 6-án a Brit Hanglemezgyártók Szövetsége aranylemezzel jutalmazta a lemezt több, mint 100 000 eladott példányának köszönhetően. Írországban az album a második helyet szerezte meg 1990. október 28-án. Hazájában, Ausztráliában a 17. helyen nyitott. A következő héten a 13. helyre jutott fel, de ezután visszaesett. Amikor Minogue a Rhythm of Love Tour elnevezésű koncertsorozatát reklámozta az album a 10. helyik jutott 1991 márciusában, mely négy hónappal a megjelenése után a harmadik lemeze lett, mely bejutott a Top 10-be. Később az év során az Ausztrál Hanglemezgyártók Szövetsége platinalemezzel jutalmazta az albumot, mivel több, mint 70 000 példány kelt el belőle. Új-Zélandon az album csak egy hétig volt a listán, a 36. helyet szerezte meg. Hasonlóan szerepelt Svédországban, ahol a 44. helyig jutott. Spanyolországban a 26. helyet szerezte meg és tíz hétig maradt a listán. Később az album elérte az aranylemez státuszt, mivel több, mint 50 000 példányban kelt el. Franciaországban a 35. helyet érte el és később az év 79. legtöbb példányban elkelt lemeze lett. Japánban a 32. helyet szerezte meg az Oricon albumlistán és 67 000 példányban fogyott el.

## Számlista
Minden dal producere, hangszerelője és szerzője Stock, Aitken és Waterman kivéve, ahol ez fel van tüntetve.
|     | Cím                        | Szerző(k)                                          | Producer(ek) | Hossz |
| --- | -------------------------- | -------------------------------------------------- | ------------ | ----- |
| 1.  | Better the Devil You Know  |                                                    |              | 3:54  |
| 2.  | Step Back in Time          |                                                    |              | 3:05  |
| 3.  | What Do I Have to Do       |                                                    |              | 3:44  |
| 4.  | Secrets                    |                                                    |              | 4:06  |
| 5.  | Always Find the Time       | Mike Stock, Matt Aitken, Pete Waterman, Rick James |              | 3:36  |
| 6.  | The World Still Turns      | Kylie Minogue, Michael Jay, Mark Leggett           | Jay          | 4:00  |
| 7.  | Shocked                    |                                                    |              | 4:48  |
| 8.  | One Boy Girl               | Minogue, Willie Wilcox                             | Keith Cohen  | 4:35  |
| 9.  | Things Can Only Get Better |                                                    |              | 3:57  |
| 10. | Count the Days             | Minogue, Stephen Bray                              | Bray, Cohen  | 4:20  |
| 11. | Rhythm of Love             | Minogue, Bray                                      | Bray, Cohen  | 4:17  |

## Közreműködők
| - Kylie Minogue – vezető vokál, háttérvokál - Matt Aitken – gitár, billentyűsök, hangszerelő - John DeFaria – gitár - Stephen Bray – billentyűsök, producer - Claude Gaudette – billentyűsök, hangszerelő - Mike Stock – billentyűsök, hangszerelő - Jim Oppenheim – szaxofon - Michael Jay – dobprogramozás, hangszerelő, producer - Mark Leggett – dobprogramozás - Maxi Anderson – háttérvokál - Peggie Blu – háttérvokál - Joey Diggs – háttérvokál - Alice Echols – háttérvokál | - Mae McKenna – háttérvokál - Miriam Stockley – háttérvokál - Linda Taylor – háttérvokál - Keith Cohen – producer, hangkeverés, hangmérnök - Pete Waterman – hangszerelő - Peter Day – hangmérnök - Karen Hewitt – hangmérnök - John Chamberlin – hangmérnök asszisztens - Mauricio Guerrero – hangmérnök asszisztens - Kimm James – hangmérnök asszisztens, producer asszisztens - Sylvia Massy – hangmérnök asszisztens, mixing assistant - Mitch Zelezny – hangmérnök asszisztens - Nick Egan – művészeti irány, design |

## Helyezések
| Albumlista (1990)                    | Legjobb helyezés |
| ------------------------------------ | ---------------- |
| Ausztrália (ARIA Charts)             | 10               |
| Európa (European Top 100 Albums)     | 27               |
| Franciaország (SNEP)                 | 25               |
| Írország (Ír albumlista)             | 2                |
| Japán (Oricon)                       | 32               |
| Németalföld (Dutch Charts)           | 76               |
| Spanyolország (PROMUSICAE)           | 26               |
| Svédország (Sverigetopplistan)       | 44               |
| Új-Zéland (Recorded Music NZ)        | 38               |
| Egyesült Királyság (UK Albums Chart) | 9                |

| Albumlista (1990)    | Legjobb helyezés |
| -------------------- | ---------------- |
| Ausztrália (ARIA)    | 77               |
| Albumlista (1991)    | Legjobb helyezés |
| Ausztrália (ARIA)    | 52               |
| Franciaország (SNEP) | 79               |

## Minősítések és eladási adatok
| Ország                     | Minősítés    | Eladás   | Alapul        |
| -------------------------- | ------------ | -------- | ------------- |
| Ausztrália (ARIA)          | Platinalemez | 70 000+  | Szállításokon |
| Spanyolország (PROMUSICAE) | Aranylemez   | 50 000+  | Szállításokon |
| Egyesült Királyság (BPI)   | Aranylemez   | 100 000+ | Szállításokon |

## Külső hivatkozások
- Kylie Minogue hivatalos honlapja (angolul)